# Rusko-turecká válka (1828–1829)
Rusko-turecká válka v letech 1828–1829 byla vyvolána řeckou osvobozeneckou válkou. Válka vypukla poté, co sultán ruským lodím uzavřel Dardanely a v odplatě za ruskou účast v bitvě u Navarina vypověděl akkermanskou úmluvu.
Válku způsobil boj evropských mocností (Velké Británie, Francie a Ruska) o rozdělení Osmanské říše, která v té době zažívala prudkou vnitřní krizi, způsobenou zejména národně osvobozeneckou válkou řeckého národa (1821–1829). Velká Británie a Francie se obávaly nárůstu ruského vlivu na Balkáně (Řekové se s pomocí obrátili na Rusko) a v roce 1827 vstoupily do války společně s Ruskem na pomoc řeckým povstalcům. Po společné bitvě u Navarina (1827) se rozpory mezi spojenci zintenzivnily.
20. října 1827 turecký sultán Mahmud II. odmítl vykonávat akkermanské úmluvy z roku 1826 a začal volat po „svaté válce“ proti Rusku. 26. dubna 1828 Rusko Turecku vyhlásilo válku. Rusko poslalo přes 95 tisíc vojáků s úkolem obsadit Moldávii, Valašsko a Dobrudžu a dále obsadit města Šumen a Varna.